# Jean-Clotaire Tsoumou-Madza
Jean-Clotaire Tsoumou-Madza (* 31. Januar 1975 in Brazzaville) ist ein ehemaliger kongolesischer Fußballspieler. Von 2002 bis 2004 spielte er mit Eintracht Frankfurt in der 2. Bundesliga und in der 1. Bundesliga.
Er wechselte 2002 für 25.000 € vom FC Oberlausitz Neugersdorf zu Eintracht Frankfurt.
Er ist der Onkel von Juvhel Tsoumou.